# بلوود (إلينوي)
بلوود (بالإنجليزية: Bellwood)‏ هي قرية تقع في الولايات المتحدة في إلينوي. يقدر عدد سكانها بـ 19,071 نسمة .

## التركيبة السكانية
حدّد مكتب تعداد الولايات المتحدة بيانات التركيبة السكانية لبلوود في تعداد الولايات المتحدة. في ما يلي، التركيبة السكانية حسب تعدادي 2000 و2010.

### تعداد عام 2000
بلغ عدد سكان بلوود 20,535 نسمة بحسب تعداد عام 2000، وبلغ عدد الأسر 6,440 أسرة وعدد العائلات 5,100 عائلة مقيمة في القرية. في حين سجلت الكثافة السكانية 3,306.8 نسمة لكل كيلومتر مربع (8,564.6/ميل2). وبلغ عدد الوحدات السكنية 6,683 وحدة بمتوسط كثافة قدره 1,076.2 لكل كيلومتر مربع (2,787.3/ميل2).
وتوزع التركيب العرقي للقرية بنسبة 11.75% من البيض و81.73% من الأمريكيين الأفارقة و0.24% من الأمريكيين الأصليين و0.96% من الأمريكيين ذوي الأصول الآسيوية و0.02% من سكان جزر المحيط الهادئ و3.79% من الأعراق الأخرى و1.51% من عرقين مختلطين أو أكثر و7.94% من الهسبانيون أو اللاتينيون من أي عرق.
بلغ عدد الأسر 6,440 أسرة كانت نسبة 48.9% منها لديها أطفال تحت سن الثامنة عشر تعيش معهم، وبلغت نسبة الأزواج القاطنين مع بعضهم البعض 47% من أصل المجموع الكلي للأسر، ونسبة 25.9% من الأسر كان لديها معيلات من الإناث دون وجود شريك، بينما كانت نسبة 6.3% من الأسر لديها معيلون من الذكور دون وجود شريكة وكانت نسبة 20.8% من غير العائلات. تألفت نسبة 17.5% من أصل جميع الأسر من عدة أفراد يعيشون في نفس المنزل ونسبة 6% كانت تتألف من شخص يعيش بمفرده يبلغ من العمر 65 عاماً أو أكثر. وبلغ متوسط حجم الأسرة المعيشية 3.18، أما متوسط حجم العائلات فبلغ 3.57.
بلغ العمر الوسطي للسكان 32.3 عاماً. وكانت نسبة 30.5% من القاطنين تحت سن الثامنة عشر، وكانت نسبة 9.7% بين الثامنة عشر والرابعة والعشرين عاماً، ونسبة 28.5% كانت واقعةً في الفئة العمرية ما بين الخامسة والعشرين والرابعة والأربعين عاماً، ونسبة 23% كانت ما بين الخامسة والأربعين والرابعة والستين، ونسبة 7.9% كانت ضمن فئة الخامسة والستين عاماً فما فوق. يوجد لكل 100 أنثى 88.1 ذكر، ويوجد لكل 100 أنثى في الثامنة عشر من عمرها فما فوق 83.6 ذكر.
بلغ متوسط دخل الأسرة في القرية 52,856 دولارًا، أما متوسط دخل العائلة فبلغ 57,037 دولارًا. وكان متوسط دخل الذكور 38,015 دولارًا مقابل 30,428 دولارًا للإناث. وسجل دخل الفرد الخاص بالقرية 19,420 دولارًا. وكانت نسبة 5.9% من العائلات ونسبة 7.2% من السكان تحت خط الفقر، وكان من هؤلاء نسبة 8% تحت سن الثامنة عشر ونسبة 7.9% في الخامسة والستين من العمر وما فوق.

### تعداد عام 2010
بلغ عدد سكان بلوود 19,071 نسمة بحسب تعداد عام 2010، وبلغ عدد الأسر 6,168 أسرة وعدد العائلات 4,749 عائلة مقيمة في القرية. في حين سجلت الكثافة السكانية 3,071 نسمة لكل كيلومتر مربع (7,953.9/ميل2). وبلغ عدد الوحدات السكنية 6,627 وحدة بمتوسط كثافة قدره 1,067.1 لكل كيلومتر مربع (2,763.8/ميل2).
وتوزع التركيب العرقي للقرية بنسبة 13.88% من البيض و75.54% من الأمريكيين الأفارقة و0.23% من الأمريكيين الأصليين و0.64% من الأمريكيين ذوي الأصول الآسيوية و0.01% من سكان جزر المحيط الهادئ و7.91% من الأعراق الأخرى و1.79% من عرقين مختلطين أو أكثر و18.86% من الهسبانيون أو اللاتينيون من أي عرق.
بلغ عدد الأسر 6,168 أسرة كانت نسبة 42.3% منها لديها أطفال تحت سن الثامنة عشر تعيش معهم، وبلغت نسبة الأزواج القاطنين مع بعضهم البعض 41.4% من أصل المجموع الكلي للأسر، ونسبة 28.6% من الأسر كان لديها معيلات من الإناث دون وجود شريك، بينما كانت نسبة 7.1% من الأسر لديها معيلون من الذكور دون وجود شريكة وكانت نسبة 23% من غير العائلات. تألفت نسبة 19.7% من أصل جميع الأسر من عدة أفراد يعيشون في نفس المنزل ونسبة 7% كانت تتألف من شخص يعيش بمفرده يبلغ من العمر 65 عاماً أو أكثر. وبلغ متوسط حجم الأسرة المعيشية 3.08، أما متوسط حجم العائلات فبلغ 3.50.
بلغ العمر الوسطي للسكان 35.8 عاماً. وكانت نسبة 26.3% من القاطنين تحت سن الثامنة عشر، وكانت نسبة 10.2% بين الثامنة عشر والرابعة والعشرين عاماً، ونسبة 25.8% كانت واقعةً في الفئة العمرية ما بين الخامسة والعشرين والرابعة والأربعين عاماً، ونسبة 27.7% كانت ما بين الخامسة والأربعين والرابعة والستين، ونسبة 10% كانت ضمن فئة الخامسة والستين عاماً فما فوق. وتوزع التركيب الجنسي للسكان بنسبة 46.8% ذكور و53.2% إناث.

## أعلام
- روبرت كوفينجتون
- إدي ميرفي
- أنطونيو موريسون
- يوجين سيرنان
- ديمتري ماكامي